# Nandu Bhende
Nandu Bhende (c. 1955 – Bombay, 11 de abril de 2014) fue un cantante indio. Era hijo del actor y director de cine Atmaram Bhende y de Dr Asha Bhende (Lily Ezekiel).
En la década de los años 1970, formó parte integrante de diferentes bandas musicales como Velvette Fogg, Savage Encounter y Atomic Forest. Más adelante pasó a interpretar música playback o reproducción, para la famosa película "Jesucristo Superstar", interpretando a Jescristo en la versión de Bangalore de una ópera, también interpretó a otros personajes principales en otras películas como Tommy, Fantastiks y Jaya.
En la década de los años 1980, como cantante de playback o reproducción, participó también para película de Bollywood titulado "Disco Dancer", ya que como premio recibió un disco de oro.

## Bandas musicales
- Nandu Bhende Band
- Savage Encounter
- The Brief Encounter
- Velvette Fogg

## Teatro
- Jaya como Yudhishtra
- Jesus Christ Superstar, como Judas.
- Jesus Christ Superstar,(Bangalore) como Jesus.
- Teen Paischacha Tamasha,(Three Penny Opera) como Ankush.
- The Fantastiks, como El Gallo
- Tommy

## Producciones de teatro
- Casanova
- Double Trouble,
- Hanky Panky,
- Rashoman,
- The Yours, Mine and Ours Show,

## Canciones de playback
Bhende como intérprete de playback, participó con famosos directores como R.D. Burman, Laxmikant Pyarelal y Bappi Lahiri.
Películas incluidas:
- Disco Dancer
- Chamatkar
- Zakhm
- Shankara Bharanam
- Shiva Ka Insaaf,

## Discografía
- Aaa Jaane Jaa
- Disco Duniya
- Disco Mazaa
- Disco Nasha
- Disco Zamana
- GET ORGANIZED
- Kaun Hai Woh
- Spicy Mango-Raapchick Remix
- TERE LIYE

## Créditos y composiciones para series de televisión
- Cats
- Chamatkar (Sony)
- Chandrakanta"(DD1)
- Daayre (Zee TV)
- Jeena Isi Ka Naam Hai (Zee TV)
- Kohra(StarPlus)
- Maal hai to taal hain (Star Plus)
- Mang Hai Rangachari (TVI)
- Memsaab(TVI),
- Parakh (DD1) Chunav Chunauti 98
- Tanha(Star Plus)
- Yeh Hai Raaz (Star Plus)

## Créditos de películas
- David Sassoon, The great philanthropist" for ORT INDIA
- Rock...the alternate years